# Maurice Gamelin
« Gamelin » redirige ici. Pour les autres significations, voir Gamelin (homonymie).
Maurice Gustave Gamelin, né le 20 septembre 1872 à Paris et mort le 18 avril 1958 dans la même ville, est un général français, grand-croix de la Légion d'honneur et médaillé militaire.
Il commande l'Armée française pendant la drôle de guerre de 1939-1940. Sa stratégie mise en déroute par les Allemands lors de la percée de Sedan, il est remplacé par le général Weygand le 17 mai 1940. Pendant le régime de Vichy, Gamelin est arrêté puis, en 1942, interné en Allemagne.

## Biographie

### Jeunesse
Maurice Gamelin est né le 20 septembre 1872 à Paris 7e où il vécut son enfance au no 262 du boulevard Saint-Germain, en face du ministère de la Guerre. Son père Zéphyrin, contrôleur général des armées, s'était distingué au service de Napoléon III et fut blessé à la bataille de Solférino en 1859. Sa famille maternelle – les Uhrich – est de souche alsacienne. Très jeune, il manifeste un intérêt pour les questions militaires mais, comme on lui reconnaît également un certain talent pour les arts, ses parents préfèrent d'abord l'encourager dans cette voie. Il fréquente le collège Stanislas de la rue du Montparnasse, puis, brillant élève désormais déterminé à s'engager dans une carrière militaire, il intègre Saint-Cyr le 31 octobre 1891 et en sort major de promotion en 1893.

### Début de carrière militaire
C'est en Afrique du Nord qu'il commence sa carrière d'officier, d'abord au 3e régiment de tirailleurs algériens, puis à la brigade topographique de Tunisie, où il peut mettre à profit ses dons pour le dessin et l’observation. Revenu en métropole en 1897, il prépare le concours d’entrée à l’École supérieure de guerre. Huitième au concours d'entrée, il en sort deuxième. Esprit fin, cultivé, travailleur et doué pour les études de tactique militaire, il se fait remarquer par le futur général Lanrezac, alors commandant en second de l’école et par le futur maréchal Foch qui sera son professeur préféré.
Il poursuit ensuite comme stagiaire à l’état-major du 15e corps une carrière qui s’annonce d’ores et déjà brillante. Passé en 1904 du service d’état-major à la troupe (en tant que commandant de compagnie au 15e bataillon de chasseurs), il se montre toujours aussi efficace et fait l’admiration de ses supérieurs. En 1906, il publie son Étude philosophique sur l’art de la Guerre, qui le place d’emblée parmi les meilleurs penseurs militaires de son temps.

L’année 1906 marque le tournant de la vie de Gamelin. Cette année-là, en effet, il est nommé officier d’ordonnance du général Joffre qui commande alors la 6e division d’infanterie. Cette nomination doit beaucoup à l’entremise du lieutenant-colonel Foch, qui était alors professeur à l’École de guerre et qui avait eu l’occasion d’apprécier les hautes qualités de son ancien élève. Dès lors, la carrière du jeune capitaine breveté se confond avec celle de Joffre. En 1908, il le suit à l’état-major du 2e corps d’armée, puis en 1910 au Conseil supérieur de la guerre. Fin 1908, Joffre note à nouveau Gamelin:
Il a le sentiment très vif de ses devoirs auxquels il se dévoue avec passion. Les questions qu'on lui confie, même les plus ardues, sont toujours traitées sans qu'il n'y ait rien à retoucher après lui. Ces qualités de conscience absolue, jointes à sa vive et nette intelligence et à sa grande hauteur de vues, à sa connaissance approfondie de toutes les questions militaires, lui assurent le plus brillant avenir
Il est nommé chef de bataillon en 1911 et doit se séparer provisoirement de son chef pour prendre le commandement du 11e bataillon de chasseurs, à Annecy. Mais cette séparation est de courte durée puisque, le 23 mars 1914, Joffre le rappelle à son service à l’État-Major général.

### Première Guerre mondiale

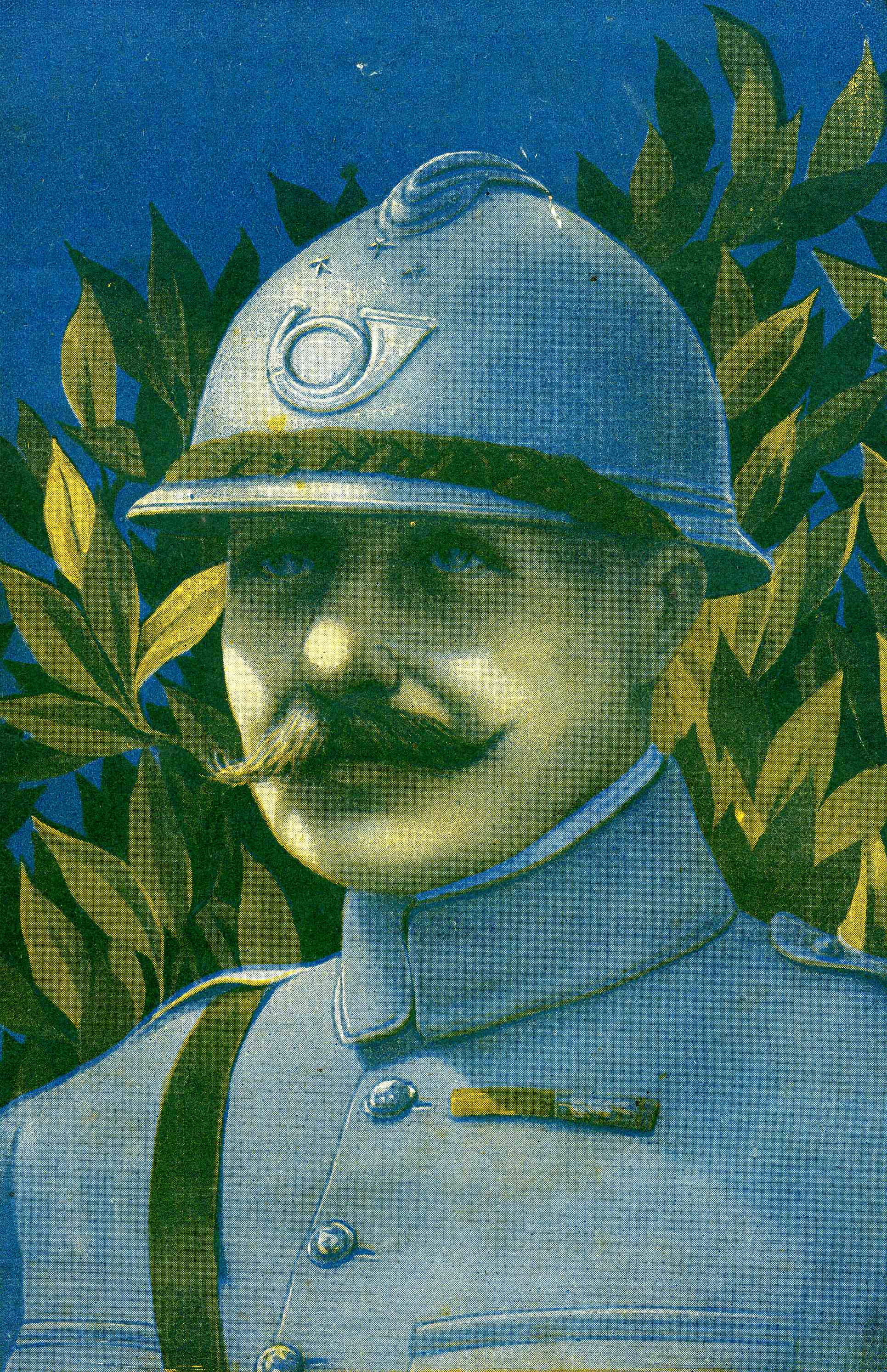
Portrait du général fait pour la une du Pays de France en août 1918.

Gamelin est toujours le collaborateur dévoué de Joffre lorsque commence la Première Guerre mondiale. À ce poste, il fait preuve d’un zèle et d’une efficacité de premier ordre, surtout lors de la bataille de la Marne où il rédigea les instructions qui allaient conduire à la victoire. C’est également à cette époque qu’il se rend compte de l’imbrication étroite du politique et du militaire pour la conduite des opérations. Le 1er novembre 1914, il est nommé lieutenant-colonel et quitte le Grand Quartier général (G.Q.G.) pour prendre le commandement de la 2e demi-brigade de chasseurs à pied. Avec elle, il combat en Alsace (sur le Linge notamment) puis dans la Somme.
Nommé colonel en avril 1916, il poursuit son ascension et fait sans cesse l’admiration de ses supérieurs : au feu, comme dans un bureau d’état-major, Gamelin semble décidément un officier de très grande envergure. Le 8 décembre 1916, il est nommé général de brigade à titre temporaire : il ne sera resté colonel que huit mois. Après un bref retour au G.Q.G., il devient chef d’état-major du groupe d’armées de réserve du général Joseph Alfred Micheler. Le 11 mai 1917, il reçoit son dernier commandement de la guerre, celui de la 9e division d’infanterie, dont il garde la tête jusqu'à l’armistice. Soucieux d’économiser la vie de ses hommes, il témoigne d’une grande habileté tactique, comme l'attestent ses combats dans la région de Noyon, durant le printemps 1918.

### Entre-deux-guerres

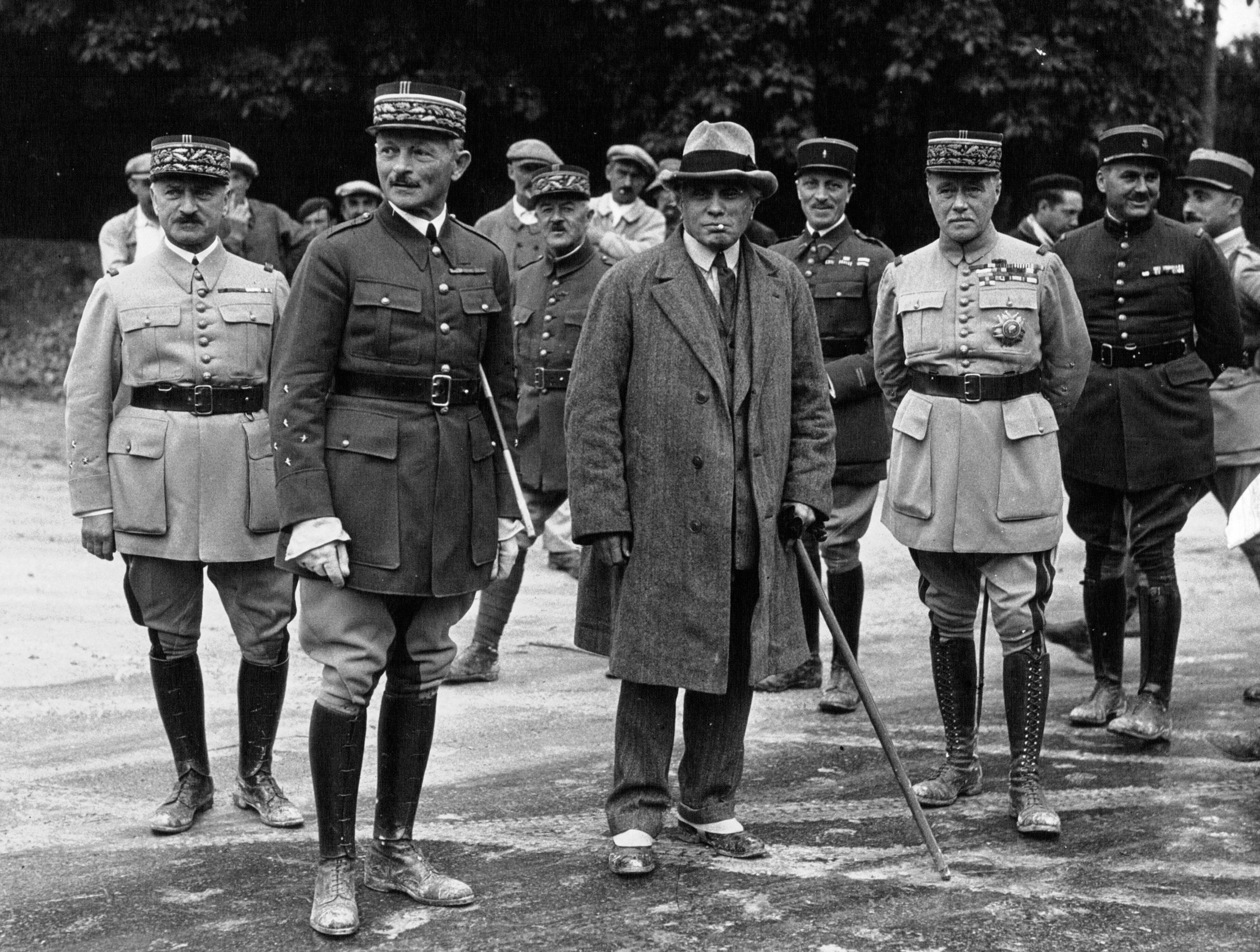
Au premier plan, de gauche à droite : Maxime Weygand, Joseph Paul-Boncour, Maurice Gamelin.

De 1919 à 1924, le général Gamelin dirige la mission militaire française au Brésil. Puis il est nommé commandant des troupes françaises au Levant (1924-1929). Il doit faire face à une révolte dans le djebel el-Druze et dégage la ville de Soueïda qui était assiégée depuis des semaines. À ce poste, il achève la conquête du territoire. Rentré en France, il prend le commandement de la 20e région militaire à Nancy, un des plus beaux commandements métropolitains. Quand le général Weygand, qui fait peur aux parlementaires de gauche, est nommé vice-président du Conseil supérieur de la guerre, Gamelin, dont la réputation de « républicain » est bien établie, est nommé à ses côtés.

Soutenu tout au long de sa carrière par Édouard Daladier, il succède en 1931 au général Weygand au poste de chef d'État-Major général. C'est à cette époque, selon Max Schiavon, que ses défauts, dissimulés jusque là, commencent à apparaître : bien qu'il dispose de grandes capacités intellectuelles, il manque de fermeté et d'esprit de décision. Il est chargé de la direction du Grand Quartier général des forces terrestres françaises. À partir de 1935, il cumule cette fonction avec celle d'inspecteur général de l'Armée. Avant lui, seul Joffre avait eu autant de pouvoir.

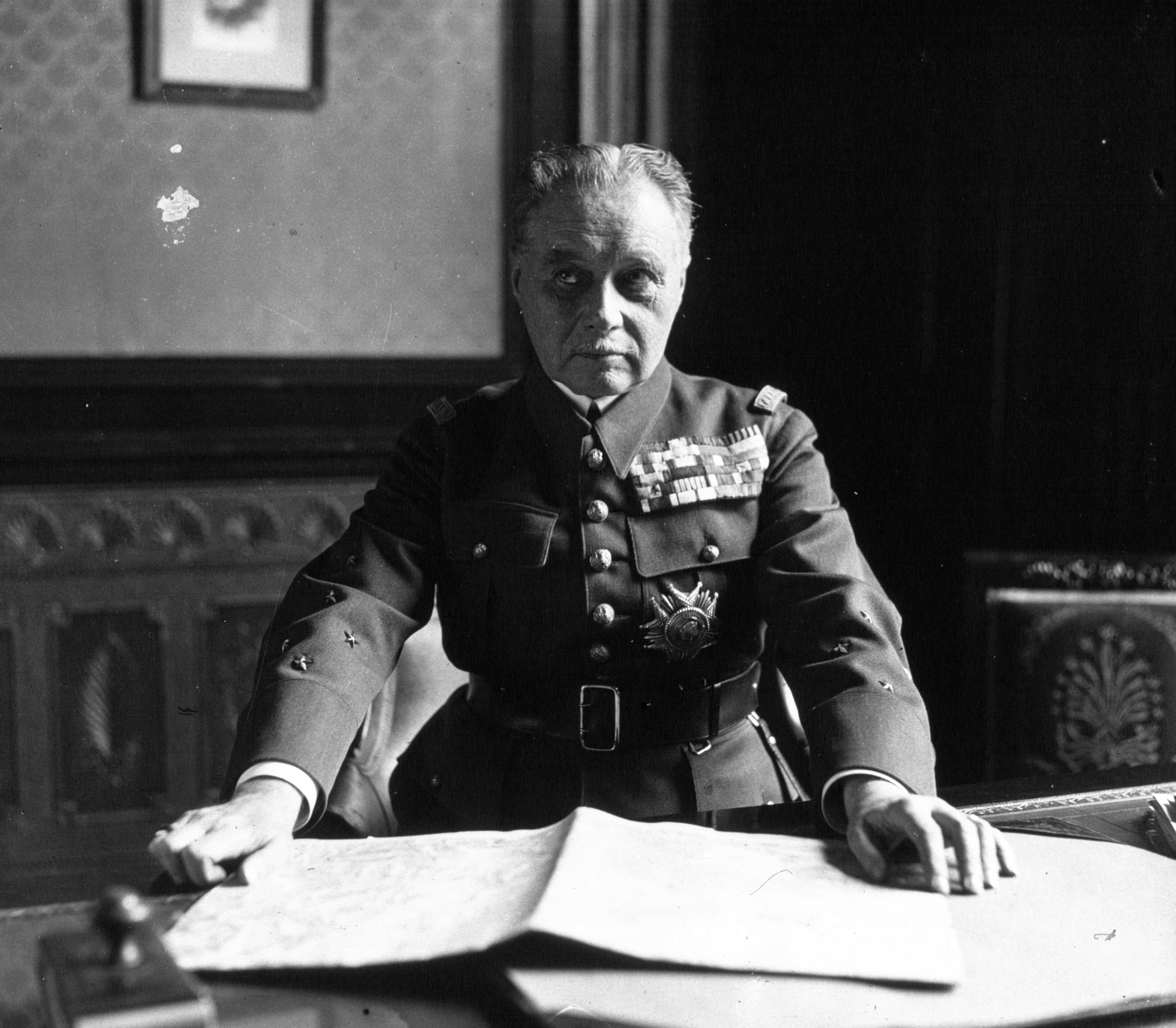
Le général Maurice Gamelin en 1936 (agence Meurisse, Paris, BnF).

Quand Hitler fait pénétrer la Wehrmacht en Rhénanie le 7 mars 1936, le gouvernement français donne des instructions pour une mobilisation partielle en vue d'une action militaire. Gamelin le dissuade d'intervenir.
Alors que ses services de renseignement surévaluent les moyens de la Luftwaffe, il a lui-même depuis des semaines délibérément exagéré la puissance des forces terrestres allemandes pour tenter d'obtenir des crédits supplémentaires. Il annonce devoir faire face à 22 divisions, qui pourraient devenir 120 dans la guerre d'usure qu'il prévoit. Il n'envisage donc pas d'action sans mobilisation générale, ce que le gouvernement ne peut ordonner, l'opinion publique étant encore pacifiste. On apprendra plus tard qu'Hitler ne disposait que de 7 divisions opérationnelles dans un pays qui n'avait rétabli la conscription qu'un an plus tôt.

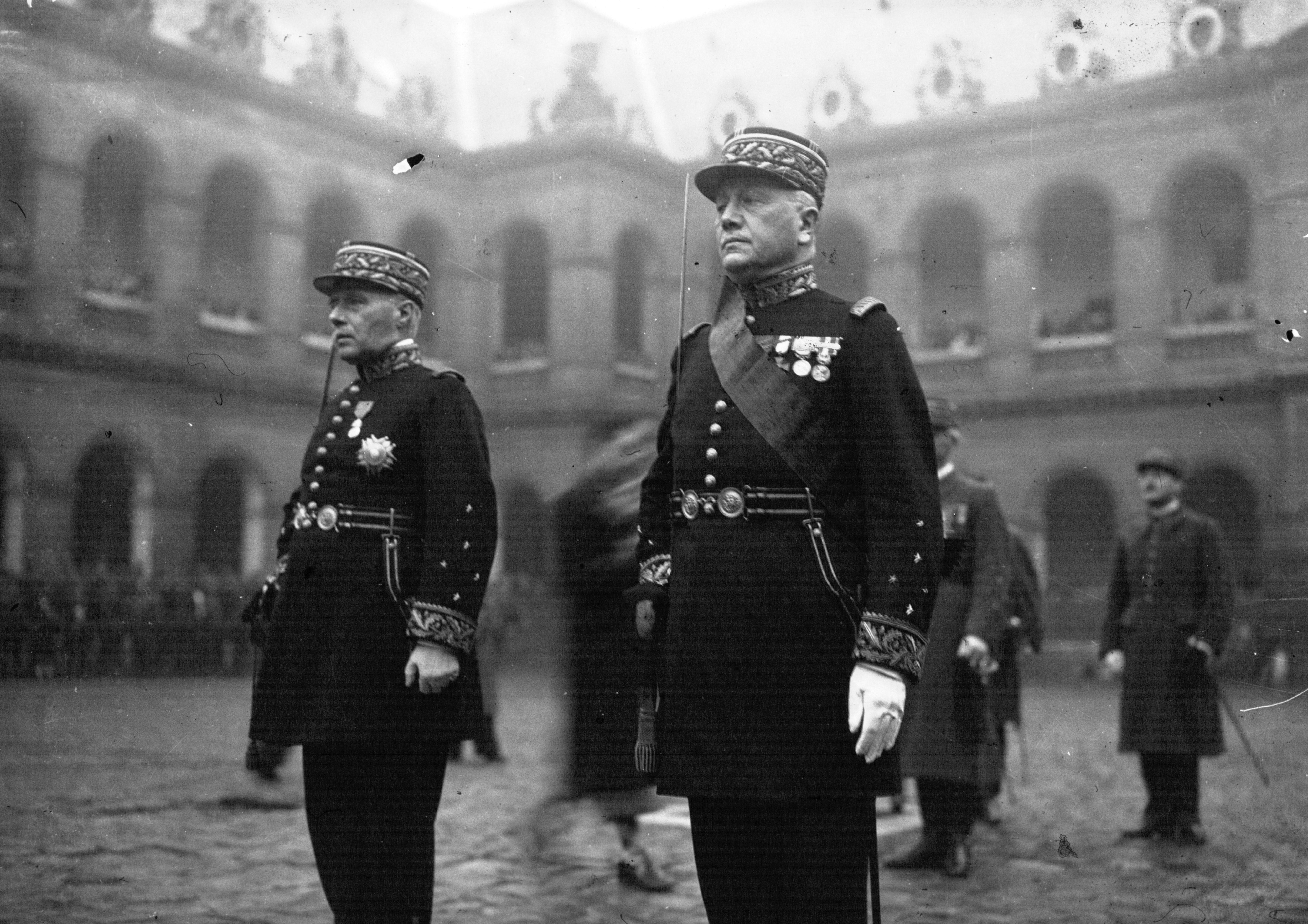
Remise de la médaille militaire au général Gamelin et de la Grande-Croix de la Légion d'Honneur au général Georges par le maréchal Pétain le 25 janvier 1936 aux Invalides.

Il devient ensuite le premier titulaire du poste de chef d'État-Major de la Défense nationale, avec une mission de coordination entre les trois armées (terre, air, mer), à la suite du décret du 21 janvier 1938.
Gamelin joue ainsi un rôle déterminant dans la préparation de la France au conflit à venir. Il imprègne de ses conceptions — aussi floues ou obsolètes soient-elles — l'armement, l'organisation et l’entraînement de l'Armée.
Chevalier de la Légion d’honneur depuis 1913, il est nommé grand-croix de l’ordre le 8 juillet 1932.

### Seconde Guerre mondiale

#### La défaite

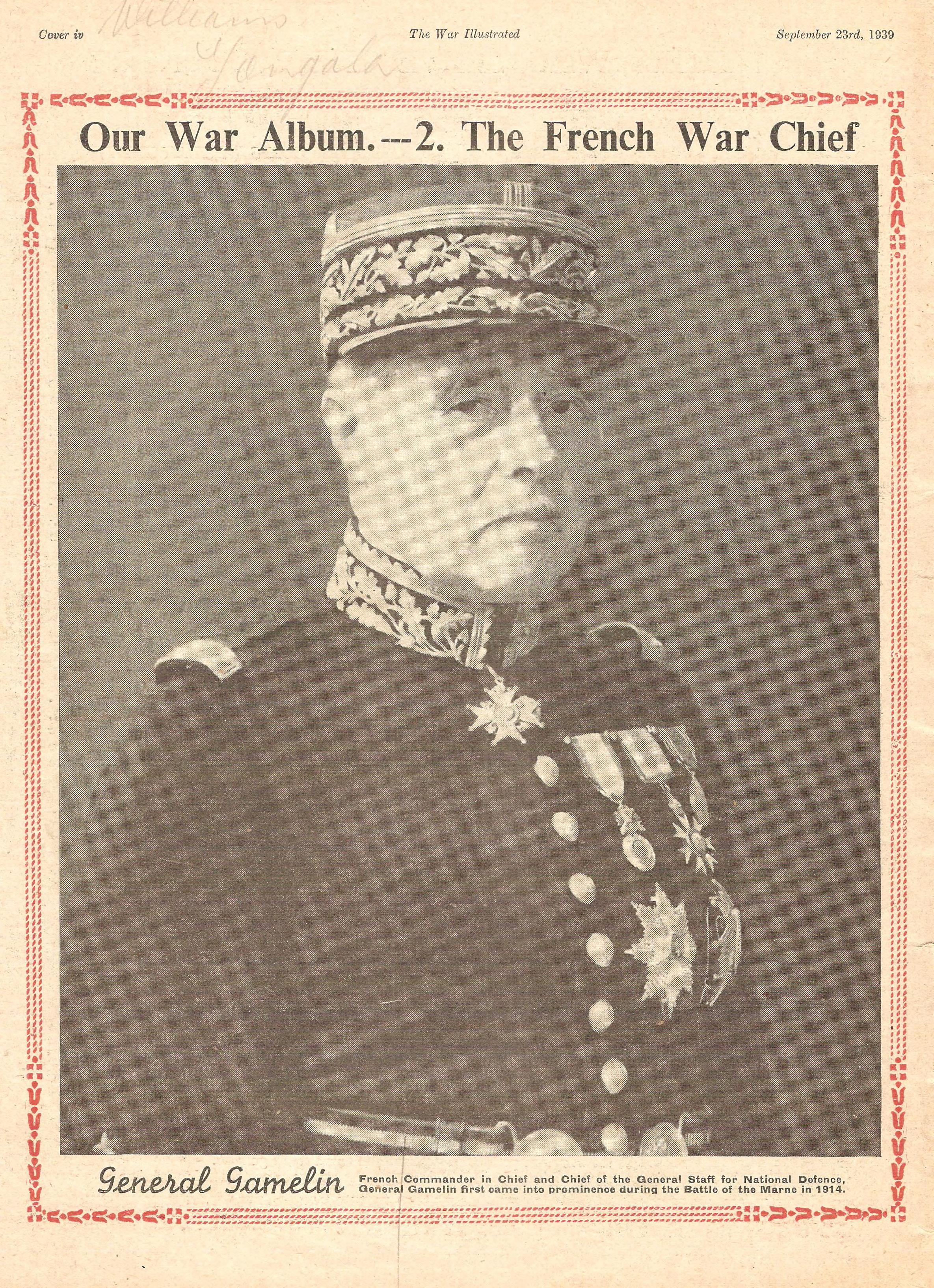
Quatrième de couverture de The War Illustrated du 23 septembre 1939, Vol 1, № 2 représentant le général Gamelin.

Le généralissime des Forces armées françaises au cours de la Seconde Guerre mondiale était un des généraux les plus intellectuels de son époque. Il était respecté, même en Allemagne, pour son intelligence et sa subtilité. Malgré cette finesse et ses brillants états de service pendant la Première Guerre mondiale, son commandement des armées françaises jusqu'à la bataille de France en mai 1940 fut un désastre.
Gamelin soutint un plan stratégique défensif consistant à attendre l'attaque allemande, en conservant un front continu de la Suisse à la mer du Nord, derrière la ligne Maginot le long de la frontière allemande, puis avec des divisions de second ordre derrière l'obstacle naturel des Ardennes, enfin grâce à des troupes mobiles jusqu'à la mer. Anticipant l'agression de la Belgique et des Pays-Bas, il mit au point une manœuvre consistant à avancer en Belgique jusqu'à la Dyle pour à la fois raccourcir la ligne de front et rallier les troupes belges. Il imposa la « variante Breda », consistant à placer à l'extrême nord du front la 7e armée du général Giraud, pour « tendre la main aux Hollandais ». [réf. souhaitée] Le plan Dyle-Breda qui consiste à utiliser la seule armée placée en réserve pour se porter jusqu'en Hollande est adopté en dépit du fait que la quasi-totalité de ses grands subordonnés le désapprouvent. Cette manœuvre fut exécutée dès le début de la campagne, déplaçant les meilleures unités françaises et leur soutien aérien très loin du lieu de l'attaque véritable des Allemands.
Après la percée de Sedan, le président du Conseil Paul Reynaud remplaça Gamelin, comme il avait déjà voulu le faire à la veille de l'offensive allemande. Le 18 mai, alors que les armées françaises et britanniques cèdent sur tous les fronts, il obtient du président Lebrun le limogeage du généralissime Maurice Gamelin, vaincu par son manque de détermination. Il le remplace par le général Maxime Weygand (73 ans), qui s'est acquis un certain prestige en qualité de second du maréchal Foch à la fin de la précédente guerre.
Au rang des nombreuses erreurs de Gamelin, on peut citer :
- une faible capacité à mener les hommes ainsi qu'à les organiser, et un manque de charisme général. Ses subordonnés, dit-on, l'avaient surnommé « Baudelaire », car on disait que toute sa doctrine se résumait dans le vers : « Je hais le mouvement qui déplace les lignes » ;
- des conceptions obsolètes de l'emploi de l'aviation, des chars, des éléments motorisés, de l'artillerie, des fortifications. Il ne tint aucun compte des développements modernes et ne tira guère d'enseignements de la rapidité de la campagne de Pologne, restant attaché à l'expérience du conflit de 1914-1918, et arguant que « la Pologne n'est pas la France ». S'il adhérait à cette doctrine conservatrice, force est d'observer que le gouvernement et la plupart des officiers de l'époque y souscrivaient également ;
- la mauvaise organisation du plus haut niveau de l'armée, se caractérisant par une dilution des responsabilités sur un front crucial ; en Belgique, on ne sut trop qui commandait la coalition interalliée : était-ce le général Billotte, chef du 1er groupe d'armées, le général Georges, commandant du front Nord-Est, ou le généralissime lui-même ? L'envoi d'un officier de liaison auprès du roi des Belges Léopold III, le 10 mai, ne pouvait être que trop tardif pour permettre une coordination efficace entre Belges et Alliés. Cependant, dans Servir, ses mémoires parus en 1946, Gamelin souligne qu'il avait voulu empêcher un déroulement fatal aux événements de la campagne de 1940 en entretenant des rapports secrets avec le roi Léopold III, commandant en chef de l'armée belge, ce qui lui avait révélé le plan allemand d'offensive par les Ardennes connu des services belges de contre-espionnage ; [réf. souhaitée]
- un commandement privilégiant les contacts avec les hommes politiques parisiens — depuis son quartier général de Vincennes — plutôt que la proximité du front. Ce point était encore exacerbé par la réticence de Gamelin à employer la radio pour transmettre ses directives, préférant le téléphone filaire ou les coursiers. Le processus de décision français était ainsi plus lent que celui des Allemands. En ce qui concerne le choix de rester à Vincennes, il s'explique par la loi de 1938 sur la direction de la guerre. La responsabilité de la direction de la guerre incombe au gouvernement. C'est écrit en toutes lettres et c'est cette loi qui s'applique dès le 2 septembre 1939 ; [réf. souhaitée]
- une vision du théâtre d'opérations qui lui fit regarder le secteur des Ardennes comme impénétrable (malgré les avertissements qu'il a reconnu avoir reçus de Belgique), au grand dam du général Corap, commandant la 9e armée française dans ce secteur, qui ne cessa de signaler en vain l'insuffisance en hommes et en matériel sur ce front et sa perméabilité de fait ; de même le maintien de forces importantes derrière la ligne Maginot excessivement gourmande en personnel alors que celle-ci aurait dû permettre une grande économie de troupes.

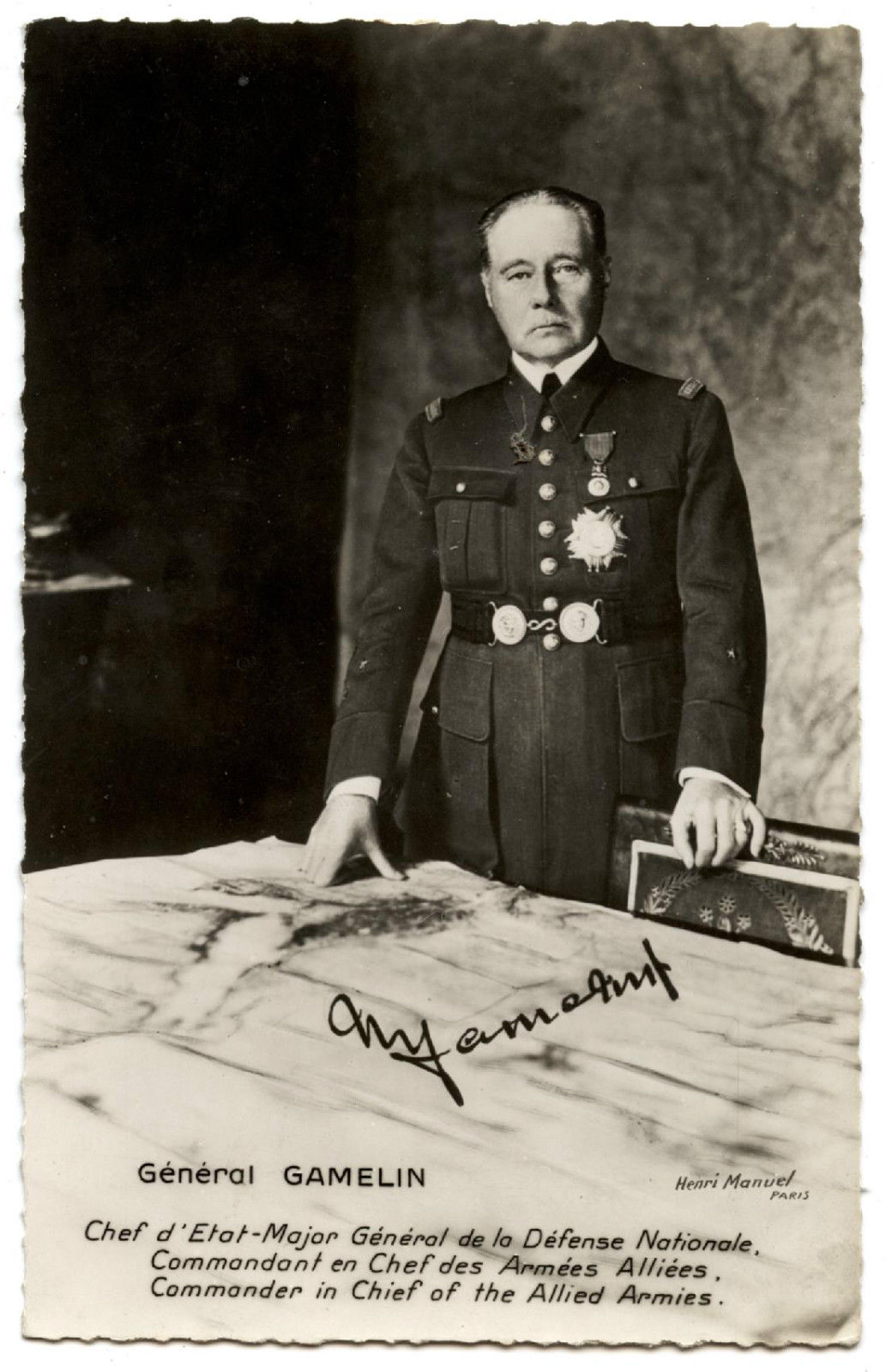
Maurice Gamelin, généralissime des Forces armées françaises. Photographie d'Henri Manuel, vers 1940.

Dans ses mémoires, Gamelin s'efforce de se justifier, soulignant par exemple qu'il préparait une contre-attaque le jour même de son remplacement par Weygand.
De fait, Paul Reynaud avait également des raisons politiques pour le remplacer. La raison essentielle pour laquelle il tenait à le remplacer c'est que Gamelin était soutenu par Édouard Daladier. Or une sourde hostilité opposait Daladier à Reynaud. Cet antagonisme entre ces deux personnages est caractéristique de la fin de la IIIe République. Daladier fut conservé dans le cabinet Reynaud parce que sans lui les Radicaux n'auraient pas soutenu le gouvernement. Même avec l'appui du gouvernement, Reynaud n'avait été investi qu'à une seule voix de majorité ; il aurait aimé prendre le portefeuille de la Guerre et de la Défense nationale, mais Daladier tenait à le conserver et c'était le prix de sa participation.
Le général de Gaulle ne l'appréciait pas non plus. C'est pourtant Gamelin qui lui confia fin avril 1940 le commandement de la 4e division cuirassée et le proposa au ministre pour être promu au grade de général grade à titre temporaire[réf. nécessaire].
Pendant sa captivité en Allemagne il se réconcilia avec Reynaud, qui avoua avoir été abusé par Pétain et Weygand[réf. souhaitée]. Il faut noter que, lors des tractations politiques Daladier-Reynaud, Pétain était ambassadeur de France en Espagne, y restant jusqu'à ce qu'il soit rappelé à Paris par Reynaud qui en avait besoin comme caution, alors que Weygand était au Levant. Mais ce dernier sera rappelé le 17 mai pour remplacer Gamelin, tandis que Reynaud fera entrer Pétain au gouvernement comme vice-président du Conseil.
Dès le début de son gouvernement, le 22 mars, Reynaud était entouré de « bellicistes » et de « pacifistes », et dans son entourage très proche les « pacifistes » avaient une place prépondérante, notamment sa maitresse la comtesse Hélène de Portes.
Quant au général de Gaulle, Reynaud aurait voulu l'avoir à son cabinet dès le 22 mars, mais Daladier s'y opposa ; il ne sera sous-secrétaire d'État à la Guerre qu'au remaniement de mai-juin 1940, lorsque Daladier aura quitté le gouvernement.

#### Procès et emprisonnement
Après la défaite, Gamelin est arrêté le 6 septembre 1940 par le nouveau régime de Vichy, puis jugé au procès de Riom qui s'ouvre en février 1942, aux côtés de Léon Blum, Édouard Daladier et Paul Reynaud. 
L'accusation considère que les accusés portent la responsabilité de la défaite. Gamelin garde le silence dignement en présence de ses accusateurs, et refuse de se défendre. Il en va autrement de ses co-inculpés qui mettent en cause et en lumière les carences du haut commandement militaire resté fidèle à la doctrine de la guerre de 1914-1918 sans y apporter ni évolution ni modernisation malgré l'augmentation conséquente des crédits militaires à partir de 1936 et les propositions en son sein de nouvelles techniques comme les corps cuirassés du Colonel de Gaulle ,,. De même, l'action du Front populaire qui a relancé l'outil industriel à partir de 1936 à la suite du rétablissement du service militaire obligatoire allemand en 1935 et la remilitarisation de la Rhénanie, actes tous deux illégaux en vertu du Traité de Versailles, est mise en lumière. 
Devant les difficultés rencontrées par l'accusation et les révélations gênantes concernant la campagne de France pour le régime de Vichy et notamment pour le maréchal Pétain lui même qui avait dirigé le conseil de guerre, et sous la pression allemande qui ne souhaite pas voir sa victoire altérée, le procès est prématurément ajourné le 14 avril 1942 après vingt-quatre audiences pour un « supplément d'information ».
En l'attente de la reprise du procès, qui n'aura jamais lieu, les prisonniers, dont Gamelin, Léon Blum et Édouard Daladier, sont maintenus en détention au fort du Portalet dans les Pyrénées.
Lors de l'occupation de la zone libre par les Allemands en novembre 1942, les Allemands préfèrent récupérer le contrôle direct des prisonniers, qui échappent alors à Vichy. Gamelin est interné en Allemagne près du camp de concentration de Buchenwald, où il est logé dans un baraquement réservé et chauffé, avec Léon Blum et Léon Jouhaux. Gamelin et Jouhaux seront rapidement transférés au château d'Itter en Autriche, où ils seront rejoints par Paul Reynaud et Jean Borotra, puis plus tard par Albert Lebrun, le général Weygand et le colonel de La Rocque. Les Américains les libéreront le 5 mai 1945.

#### Après-guerre
De retour en France, Gamelin choisit de se poser en victime, bien qu'on ne lui demandât que peu de comptes. Il sera interrogé, comme Weygand et de nombreux généraux, par la Commission parlementaire chargée d'enquêter sur les évènements survenus en France de 1933 à 1945, qui cherchait à déterminer les responsabilités dans la débâcle de 1940 et ce qui s'est ensuivi. Il publia ses mémoires, sous le titre Servir. Les Armées Françaises de 1940, en 1946 chez Plon, mémoires consacrés essentiellement à justifier sa conduite de la guerre durant la campagne de France en 1939-1940.

### Décès et obsèques

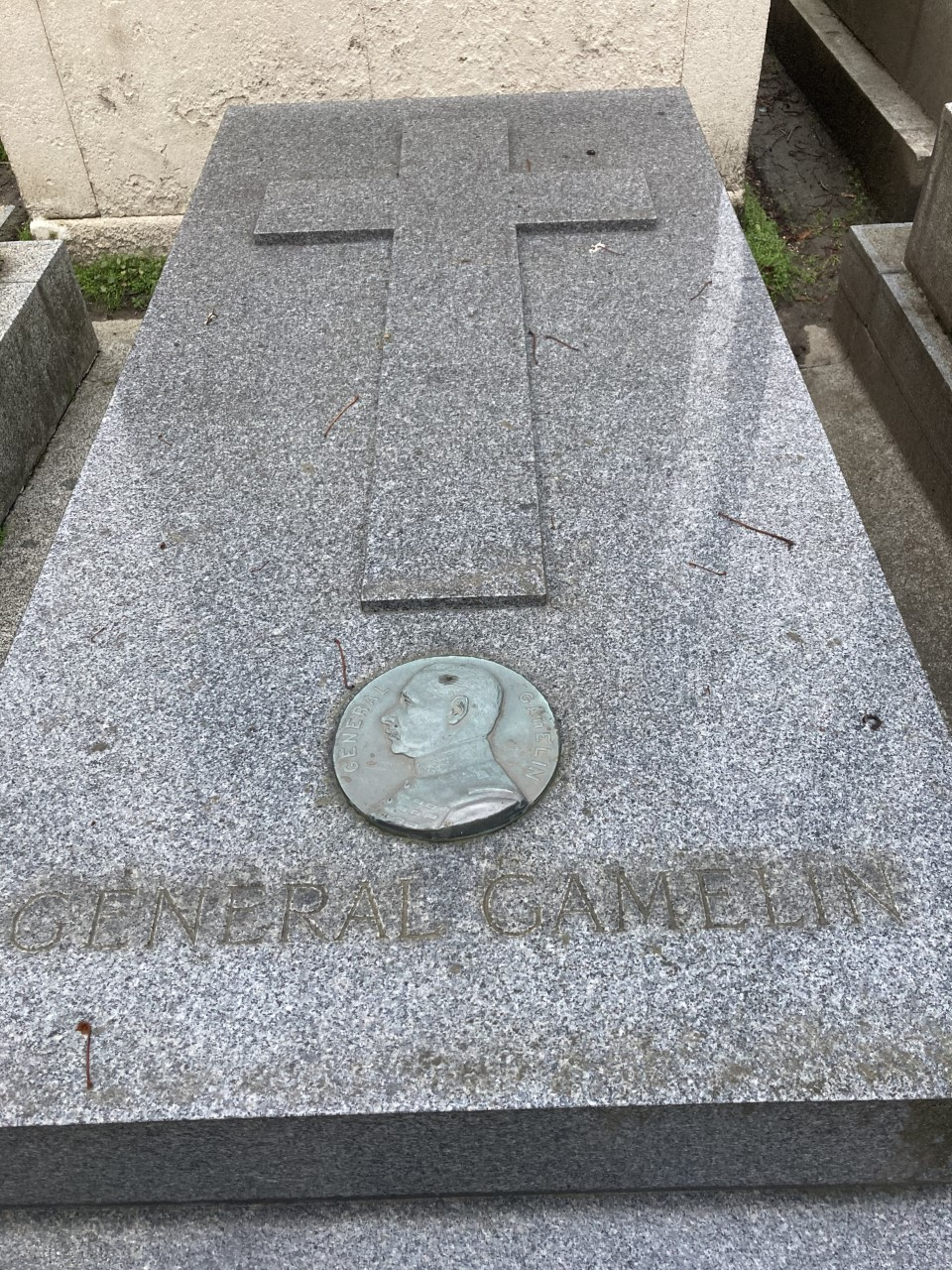
Tombe au cimetière de Passy.

Décédé au Val-de-Grâce (Paris 5e) le 18 avril 1958, à 85 ans, il est inhumé au cimetière de Passy (Paris 16e) dans la plus grande simplicité. En effet, le gouvernement a refusé une veillée par ses compagnons d'armes et la messe à Saint-Louis-des-Invalides. Aucune garde d'honneur ne sera fournie autour du cercueil, seulement les honneurs habituellement rendus à un grand-croix de la Légion d'honneur.
Son épouse est décédée en 1964.

## Publications
- Étude philosophique sur l’art de la guerre, Chapelot, Paris, 1906. 107 p.
- Trois étapes de l’avant-guerre, Les Œuvres libres, Paris, no 13, 1921.
- Instruction sur l'organisation et le fonctionnement de l'aviation sanitaire en temps de guerre, Imprimerie nationale, 1932, 9 p.
- Servir, vol. 1, Les Armées Françaises de 1940, Plon, Paris, 1946, 380 p.
- Servir, vol. 2, Le Prologue du drame, 1930-août 1939, Plon, Paris, 1946, 479 p.
- Servir, vol. 3, La guerre, septembre 1939-19 mai 1940, Plon, Paris, 1946, 537 p.
- Manœuvre et victoire de la Marne, Bernard Grasset, 1954.

## À propos de sa maladie
Selon certains historiens (mais pas la majorité), Gamelin souffrait de syphilis. Parmi cette minorité, un certain nombre prétendent que cette maladie aurait eu des répercussions délétères sur sa lucidité (ce qui semblerait bien surprenant pour un homme qui vécut jusqu'à 85 ans avec toute sa lucidité et qui a écrit ses mémoires lui-même).
Le journaliste Gérard Chauvy traite explicitement du cas du général Gamelin et emploie le terme de neurosyphilis dont l'origine remonterait avant 1930. Il cite : « l'impaludation, appelée encore malariathérapie ». Il parle d'une « terrible maladie », qui expliquerait une carence intellectuelle. Il parle également des « effets d'une artériosclérose généralisée ». En 1958, il meurt d'une paralysie générale, « phase finale de la neurosyphilis ».
Les affirmations de Chauvy s'appuient, en particulier, sur deux documents dont un du Service historique de la Défense et l'autre traite de « Ces malades qui nous gouvernent ». Max Schiavon, biographe du général, qualifie l'hypothèse selon laquelle celui-ci aurait souffert de syphilis de « légende tenace ».

## Distinctions et honneurs

### Décorations nationales
- Médaille militaire (1935)

La médaille militaire se porte en avant la LH pour les officiers généraux ayant commandé au front, attention selon La Grande Chancellerie aucun texte officiel n'existe et il s'agit d'une simple habitude
- Grand-croix de la Légion d'honneur (1932)
- Croix de guerre 1914–1918 (3 citations, dont une à l’ordre de l’armée)

### Décorations étrangères

#### Belgique
- Officier de l'ordre de Léopold
- Croix de guerre 1914-1918

#### Italie
- Commandeur de l'ordre de la Couronne d'Italie

#### Japon
- Grand Officier de l'ordre du Soleil levant (Japon)

#### Protectorat français au Maroc(décoration coloniale)
- Commandeur du Ouissam alaouite

#### Pays-Bas
- Commandeur de l'ordre d'Orange-Nassau

#### Royaume-Uni
- Chevalier grand-croix de l'ordre royal de Victoria (Royaume-Uni) (le 20 juillet 1938)[23]
- Ordre de Saint-Michel et Saint-Georges (Chevalier)

#### Thaïlande
- Chevalier de la Ordre de la Couronne du Siam

#### Protectorat français de Tunisie(décoration coloniale)
- Officier du Nichan Iftikhar

## Dans la culture populaire
- En 1985 : Pierre Desproges dans son Dictionnaire superflu à l'usage de l'élite et des bien nantis[24] indique qu'« en tant que commandant en chef des Forces françaises de septembre 39 à juin 40, ... , il fit preuve d'une si considérable inefficacité stratégique qu'il n'a même pas sa photo dans le Larousse ».